# Plodorodne, Krasnohvardiiske
Plodorodne (în ucraineană Плодородне) este un sat în comuna Voshod din raionul Krasnohvardiiske, Republica Autonomă Crimeea, Ucraina.

## Demografie
Componența lingvistică a localității Plodorodne
     Rusă (53,26%)
     Ucraineană (11,46%)
     Tătară crimeeană (3,82%)
     Armeană (1,35%)
     Belarusă (1,8%)
     Alte limbi (28,31%)
Conform recensământului din 2001, majoritatea populației localității Plodorodne era vorbitoare de rusă (53,26%), existând în minoritate și vorbitori de ucraineană (11,46%), tătară crimeeană (3,82%), belarusă (1,8%) și armeană (1,35%).